# گورستان دربن کاو
گورستان دربن کاو مربوط به سده‌های متاخر دوران‌های تاریخی پس از اسلام است و در شهرستان کوهدشت، بخش طرهان، دهستان طرهان، ۱/۲ کیلومتری شمال غرب روستای اولاد نقی‌آباد واقع شده و این اثر در تاریخ ۲۶ اسفند ۱۳۸۷ با شمارهٔ ثبت ۲۵۸۹۴ به‌عنوان یکی از آثار ملی ایران به ثبت رسیده است.